# Nyfors
För andra betydelser, se Nyfors (olika betydelser).

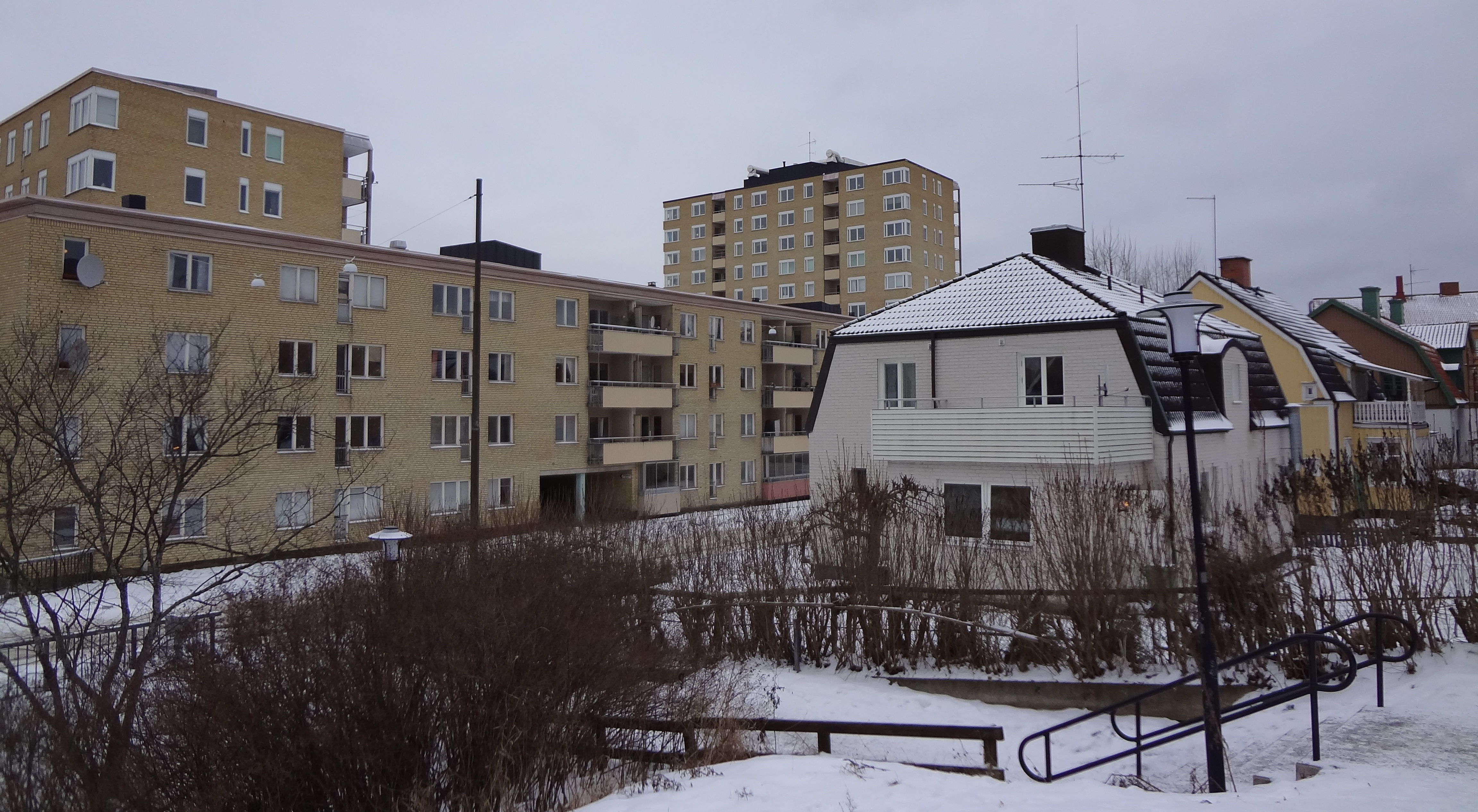
Nyfors med Bergsgatan. Till höger syns Övre Nyfors som innehåller villor och mindre bostadshus, till vänster Nedre Nyfors (ofta bara benämnt Nyfors) som är bebyggt med högre hus, huvudsakligen i gårdsformationer.

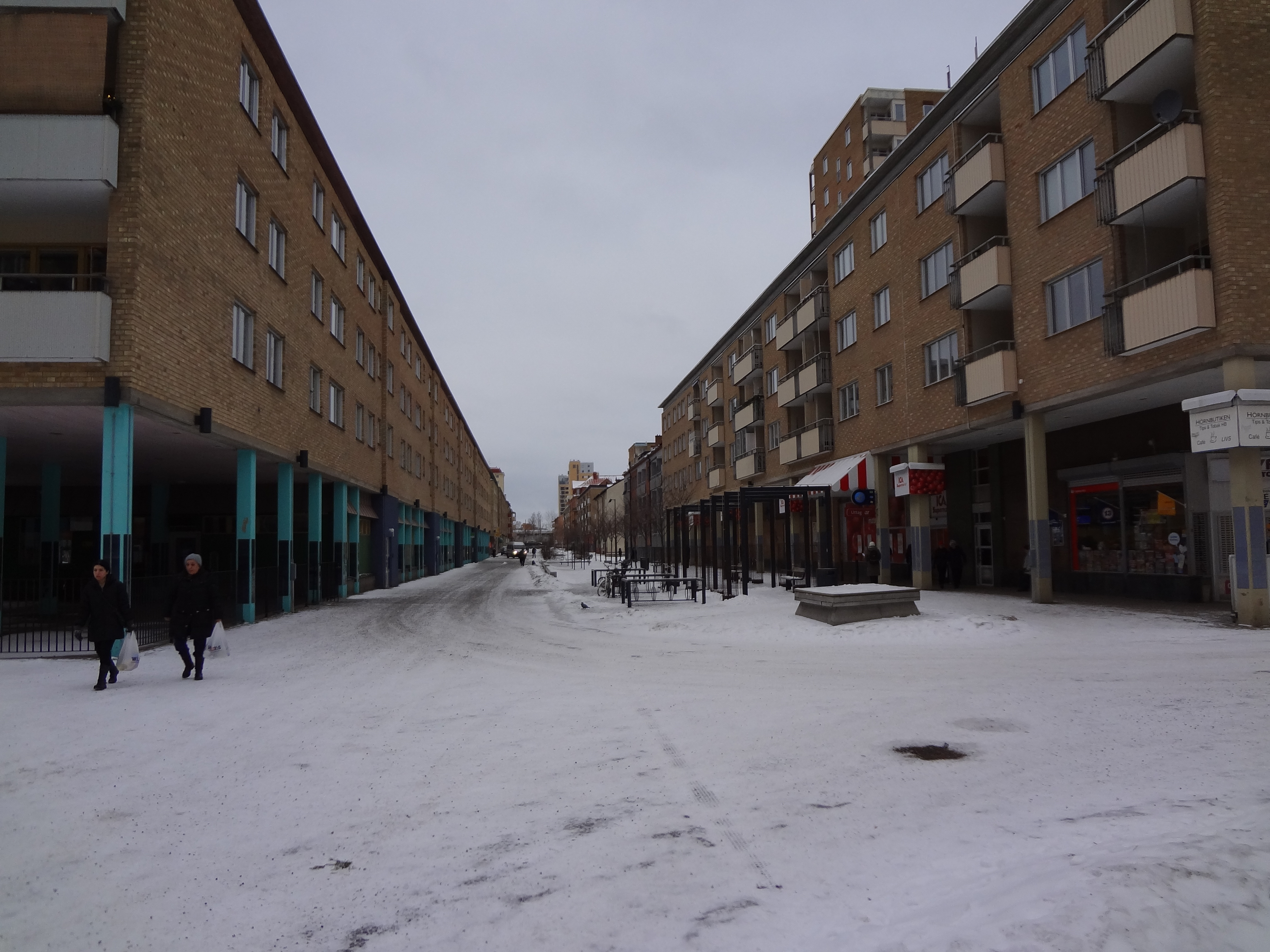
Nyforsgatan västerut, centrala Nyfors med ICA-butiken till höger. Längst bort skymtar de höga husen vid Tunavallen.

Nyfors är en stadsdel i Eskilstuna. Området börjar vid järnvägen genom Eskilstuna, på södra sidan spåren motsatt stationshuset, och nås genom tre olika tunnlar under spåren. Nyfors består av två delar: Övre och Nedre Nyfors. 

## Administrativ historik
Nyfors var en by i Fors socken och Nyfors låg efter kommunreformen 1862 i Fors landskommun. I landskommunen inrättades 22 februari 1889 Nyfors municipalsamhälle som 1907 tillsammans med landskommunen uppgick i Eskilstuna stad.

### Befolkningsutveckling
| Befolkningsutvecklingen i Nyfors 1900–1900    | Befolkningsutvecklingen i Nyfors 1900–1900 | Befolkningsutvecklingen i Nyfors 1900–1900 | Befolkningsutvecklingen i Nyfors 1900–1900 | Befolkningsutvecklingen i Nyfors 1900–1900 |
| --------------------------------------------- | ------------------------------------------ | ------------------------------------------ | ------------------------------------------ | ------------------------------------------ |
|                                               |                                            |                                            |                                            |                                            |
| År                                            |                                            |                                            | Folkmängd                                  |                                            |
| 1900                                          | 1900                                       |                                            | 5 837                                      | †                                          |
| † Befolkning runt ett municipalsamhälle 1900. |                                            |                                            |                                            |                                            |

## Stadsbild
Nedre Nyfors är ett miljonprogramsområde utan skivhus. Husen är nästan uteslutande i gult tegel och oftast byggda i storgårdskvarter med öppna gårdar som ofta har stora öppningar ut mot huvudgatan Nyforsgatan.
Nyforsgatan löper från Järntorget parallellt med järnvägsspåren till Tunavallen. Under 2008 och 2009 skedde en upprustning av husen utmed gatan. Detta inkluderade att allén Nyforsallén sågades ned, som på vissa sträckor nyplanterats. Nyforsgatan har i samband med ombyggnaden också försetts med ett vattenspel, en pergola och en lekpark.
Bergsgatan utgör själva gränslinjen mellan Övre och Nedre Nyfors, den går parallellt med Nyforsgatan från Tunavallen till Järntorget.
Övre Nyfors består främst av villabebyggelse och lägre hyreshus.
Den äldsta skolan i Nyfors är Björktorpsskolan, uppförd 1892.

## Befolkning
Det totala invånarantalet i Nyfors var 2007/2008 8 207 personer.
Den disponibla medelinkomsten i Nyfors (övre och nedre) var samma år 188 210 kronor per år och familj, att jämföra med 248 978 kronor i hela Eskilstuna kommun. 40 procent av familjerna i Nyfors hade en låg disponibel inkomst, som understeg 133 263 kronor per år.

## Kultur och nöjen
Nyfors hade tidigare en biograf vid Järntorget, den har varit nedlagd i många år. Från och med år 2014 har den uppstått som en kulturlokal som drivs av en kulturförening, Kulturföreningen Royal. Intill denna kulturlokal, Royal, finns även en restaurang, Biografbaren. Ett antal frikyrkor och invandrarföreningar har också lokaler i Nyfors. Flera pizzerior, asiatiska restauranger och krogar finns i området. Det finns också en livsmedelsbutik i Nyfors. Pizzerian Verona på Nyforsgatan är en av Eskilstunas och Sveriges äldsta.
Idrottsföreningen Nyfors IK kommer från just Nyfors. Föreningen bildades den 24 april 1988. Idag har föreningen cirka 250 aktiva medlemmar.